# Royan Atlantique Open 2025
Il Royan Atlantique Open 2025 è stato un torneo maschile di tennis professionistico. È stata la 1ª edizione del torneo, facente parte della categoria Challenger 50 nell'ambito dell'ATP Challenger Tour 2025, con un montepremi di 54 000 €. Si è giocato dal 16 al 21 giugno 2025 sui campi in terra rossa del Garden Tennis et Padel de Royan di Royan, in Francia.

## Partecipanti

### Teste di serie
| Nazionalità   | Giocatore        | Ranking* | Testa di serie |
| ------------- | ---------------- | -------- | -------------- |
| Francia       | Calvin Hemery    | 168      | 1              |
| Francia       | Titouan Droguet  | 222      | 2              |
| Francia       | Clément Tabur    | 234      | 3              |
| Taipei cinese | Hsu Yu-hsiou     | 251      | 4              |
| Bulgaria      | Dimitar Kuzmanov | 263      | 5              |
| Francia       | Mathys Erhard    | 269      | 6              |
|               | Ivan Gakhov      | 270      | 7              |
| Spagna        | Daniel Mérida    | 292      | 8              |

* Ranking al 9 giugno 2025.

### Altri partecipanti
I seguenti giocatori hanno ricevuto una wild card per il tabellone principale:
- Enzo Couacaud
- Thomas Faurel
- Benoît Paire

I seguenti giocatori sono entrati in tabellone con il ranking protetto:
- Kalin Ivanovski
- Cedrik-Marcel Stebe

Il seguente giocatore è entrato in tabellone nell'ambito del Next Gen Accelerator Programme:
- Kilian Feldbausch

I seguenti giocatori sono passati dalle qualificazioni:
- Max Alcalá Gurri
- Lucas Poullain
- Tom Paris
- Buvaysar Gadamauri
- Andrés Santamarta Roig
- Théo Papamalamis

## Punti e montepremi
| Torneo    | Torneo              | V     | F     | SF    | QF    | 2T  | 1T  | Q | Q2  | Q1  |
| Singolare | Punti               | 50    | 25    | 14    | 8     | 4   | 0   | 3 | 1   | 0   |
| Singolare | Premi in denaro (€) | 7 530 | 4 420 | 2 575 | 1 545 | 900 | 560 | – | 180 | 110 |
| Doppio    | Punti               | 50    | 25    | 14    | 8     | –   | 0   | – | –   | –   |
| Doppio    | Premi in denaro (€) | 1 900 | 1 110 | 670   | 390   | –   | 225 | – | –   | –   |

## Campioni

### Singolare
Titouan Droguet ha sconfitto in finale  Dimitar Kuzmanov con il punteggio di 4–6, 6–1, 6–4.

### Doppio
Matej Dodig /  Nino Serdarušić hanno sconfitto in finale  Adil Kalyanpur /  Parikshit Somani con il punteggio di 7–5, 6(4)–7, [12–10].